# Esqui cross-country nos Jogos Olímpicos de Inverno de 2002
O esqui cross-country nos Jogos Olímpicos de Inverno de 2002 consistiu de doze eventos, sendo seis para homens e seis eventos para mulheres. As provas foram disputadas no Soldier Hollow em Salt Lake City, nos Estados Unidos.
A modalidade ficou marcada pelos casos de doping que causou a desclassificação de três medalhistas de ouro. Foram encontrados nos exames de sangue dos atletas altos níveis da substância darbepoetina alfa, uma droga usada no tratamento da anemia. Na ocasião, a substância não estava listada entre as proibidas pelo Comitê Olímpico Internacional, mas as regras olímpicas são claras quanto a casos de doping, de acordo com a sua carta. Dois anos depois e após inúmeros recursos nas cortes olímpica e suíça, os esquiadores Johann Mühlegg, da Espanha, Larissa Lazutina e Olga Danilova, da Rússia tiveram suas medalhas dos Jogos de 2002 caçadas.

## Medalhistas
Masculino
| Evento                               | Ouro                                                                    | Prata                                                                      | Bronze                                                                       |
| ------------------------------------ | ----------------------------------------------------------------------- | -------------------------------------------------------------------------- | ---------------------------------------------------------------------------- |
| 15 km clássico detalhes              | Andrus Veerpalu EST Estônia                                             | Frode Estil NOR Noruega                                                    | Jaak Mae EST Estônia                                                         |
| 50 km clássico detalhes              | Mikhail Ivanov RUS Rússia                                               | Andrus Veerpalu EST Estônia                                                | Odd-Bjørn Hjelmeset NOR Noruega                                              |
| 30 km largada coletiva detalhes      | Christian Hoffmann AUT Áustria                                          | Mikhail Botvinov AUT Áustria                                               | Kristen Skjeldal NOR Noruega                                                 |
| Perseguição combinada 20 km detalhes | Thomas Alsgaard NOR Noruega Frode Estil NOR Noruega                     | nenhum                                                                     | Per Elofsson SWE Suécia                                                      |
| Velocidade 1,5 km detalhes           | Tor Arne Hetland NOR Noruega                                            | Peter Schlickenrieder GER Alemanha                                         | Cristian Zorzi ITA Itália                                                    |
| Revezamento 4x10 km detalhes         | Anders Aukland Frode Estil Kristen Skjeldal Thomas Alsgaard NOR Noruega | Fabio Maj Giorgio di Centa Pietro Piller Cottrer Cristian Zorzi ITA Itália | Jens Filbrich Andreas Schlütter Tobias Angerer René Sommerfeldt GER Alemanha |

Feminino
| Evento                               | Ouro                                                                    | Prata                                                                         | Bronze                                                                                     |
| ------------------------------------ | ----------------------------------------------------------------------- | ----------------------------------------------------------------------------- | ------------------------------------------------------------------------------------------ |
| 10 km clássico detalhes              | Bente Skari NOR Noruega                                                 | Yuliya Chepalova RUS Rússia                                                   | Stefania Belmondo ITA Itália                                                               |
| 30 km clássico detalhes              | Gabriella Paruzzi ITA Itália                                            | Stefania Belmondo ITA Itália                                                  | Bente Skari NOR Noruega                                                                    |
| 15 km largada coletiva detalhes      | Stefania Belmondo ITA Itália                                            | Kateřina Neumannová CZE República Checa                                       | Yuliya Chepalova RUS Rússia                                                                |
| Perseguição combinada 10 km detalhes | Beckie Scott CAN Canadá                                                 | Kateřina Neumannová CZE República Checa                                       | Viola Bauer GER Alemanha                                                                   |
| Velocidade 1,5 km detalhes           | Yuliya Chepalova RUS Rússia                                             | Evi Sachenbacher GER Alemanha                                                 | Anita Moen NOR Noruega                                                                     |
| Revezamento 4x5 km detalhes          | Manuela Henkel Viola Bauer Claudia Künzel Evi Sachenbacher GER Alemanha | Marit Bjørgen Bente Skari Hilde Gjermundshaug Pedersen Anita Moen NOR Noruega | Andrea Huber Laurence Rochat Brigitte Albrecht Loretan Natascia Leonardi Cortesi SUI Suíça |

## Quadro de medalhas
| Ordem | País                | Medalha de ouro | Medalha de prata | Medalha de bronze |    |
| ----- | ------------------- | --------------- | ---------------- | ----------------- | -- |
| 1     | NOR Noruega         | 5               | 2                | 4                 | 11 |
| 2     | ITA Itália          | 2               | 2                | 2                 | 6  |
| 3     | RUS Rússia          | 2               | 1                | 1                 | 4  |
| 4     | GER Alemanha        | 1               | 2                | 2                 | 5  |
| 5     | EST Estônia         | 1               | 1                | 1                 | 3  |
| 6     | AUT Áustria         | 1               | 1                |                   | 2  |
| 7     | CAN Canadá          | 1               |                  |                   | 1  |
| 8     | CZE República Checa |                 | 2                |                   | 2  |
| 9     | SWE Suécia          |                 |                  | 1                 | 1  |
| 9     | SUI Suíça           |                 |                  | 1                 | 1  |
| TOTAL | TOTAL               | 13              | 11               | 12                | 36 |